# Apiomorpha frenchi
Apiomorpha frenchi är en insektsart som beskrevs av Walter Wilson Froggatt 1921. Apiomorpha frenchi ingår i släktet Apiomorpha och familjen filtsköldlöss. Inga underarter finns listade i Catalogue of Life.